# Hemidoliops
Hemidoliops is een kevergeslacht uit de familie van de boktorren (Cerambycidae). De wetenschappelijke naam van het geslacht werd voor het eerst geldig gepubliceerd in 2012 door Vives.

## Soorten
Hemidoliops omvat de volgende soorten:
- Hemidoliops bicolor Vives, 2012
- Hemidoliops cagayanus Vives, 2012